# Ріо-Уртадо (комуна)

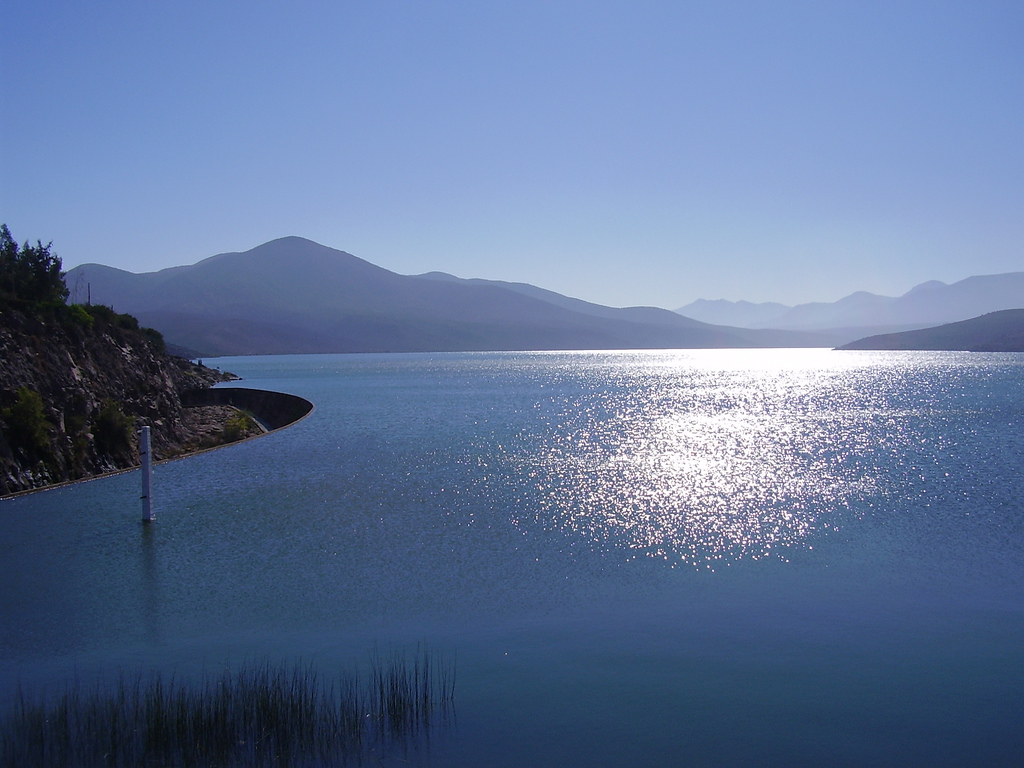
Водойма Реколета

Ріо-Уртадо (ісп. Río Hurtado) — комуна в Чилі. Адміністративний центр комуни — селище Уртадо. Населення селища — 581 людина (2002). Селище і комуна входить до складу провінції Лимарі і регіону Кокімбо.
Територія — 2180 км². Чисельність населення — 4278 мешканців (2017). Щільність населення — 1,96 чол./км².

## Розташування
Селище розташоване за 67 км на південний схід від адміністративного центру області міста Ла-Серена.
Комуна межує:
- на півночі — комуна Вікунья
- на північному сході — комуна Пайгуано
- на сході — провінція Сан-Хуан (Аргентина)
- на півдні — комуна Монте-Патрія
- на південному заході — комуна Овальє
- на заході — комуна Андакольйо